# Parcela de pădure virgină de lângă Cornești (Ucraina)
Parcela de pădure virgină (în ucraineană Ділянка пралісу) este o arie protejată de importanță locală din raionul Hotin, regiunea Cernăuți (Ucraina), situată la nord-vest de satul Cornești. Este administrată de întreprinderea de stat „Silvicultura Cernăuți” (parcelele 33/5).
Suprafața ariei protejate constituie 13 de hectare, fiind creată în anul 1979 prin decizia comitetului executiv regional. Statutul a fost atribuit conservării unei porțiuni de păduri virgine de stejar și fag cu vârsta de 210 ani.